# Pro otevřený kraj - Piráti, Zelení, Změna
Pro otevřený kraj – Piráti, Zelení, Změna byla koalice České pirátské strany, Strany zelených a politického hnutí Změna. Koalice neúspěšně kandidovala v krajských volbách 2016 do Zastupitelstva Pardubického kraje. Lídry koalice byli dopravní projektant Jakub Kutílek, IT specialista Ondřej Češík a starosta Lanškrouna Radim Vetchý.
Jednání o koalici probíhala od podzimu 2015 a společný postup do krajských voleb oznámili zástupci koalice v květnu 2016 v pardubickém parku Na Špici. Hlavními hesly koalice byly otevřenost, transparentnost a udržitelnost. Mezi priority patřilo zlepšení dopravní situace v kraji, podpora technického vzdělávání a větší transparentnost krajského úřadu.

## Volební preference a výsledek
Společně kandidovaly tyto tři strany v Pardubickém kraji vůbec poprvé. V krajských volbách v roce 2012 získala Strana zelených v kraji 1,66 % a Česká pirátská strana 1,84 %. V roce 2013 kandidovaly v kraji všechny tři subjekty – Česká pirátská strana získala 2,67 %, Strana zelených 2,53 % a hnutí Změna 0,57 %.
| Výzkum                                  | Preference Pro otevřený kraj   |
| --------------------------------------- | ------------------------------ |
| SANEP (květen 2016)                     | 3,0 %                          |
| Phoenix Research (květen 2016)          | 4,1 %                          |
| Phoenix Research (červen 2016)          | 5,0%                           |
| SANEP (červenec 2016)                   | 3,1 %, volební potenciál 8,6 % |
| Phoenix Research (červenec 2016)        | 5,0 %                          |
| Median, STEM/MARK pro ČT24 (srpen 2016) | 7,5 % volební potenciál        |

Hranicí nutnou pro vstup do zastupitelstva kraje bylo 5 %, koalice Pro otevřený kraj získala 3,87 %.